# キャラメルBOX
キャラメルBOX（キャラメルボックス）は、合同会社EXNOAのアダルトゲームブランド。

## 概要
2010年1月に東京都千代田区東神田から同区神田小川町へ移転した。元々は姫屋ソフトのブランドだったが移転時にホビボックスに移管。その後2020年1月1日に親会社のホビボックスがティーアイエスに吸収合併され、同社を経て2021年3月1日付でティーアイエスの二次元事業をEXNOAが継承したのに伴い同社のブランドとなっている。
2008年には新チーム「キャラメルBOX○○味」が結成された。同チームは「いちご味」としての『とっぱら〜ざしきわらしのはなし〜』が担当第1作となる。

## 発売ゲーム一覧
※発売日は初回版に準拠、重版は非掲載。

### キャラメルBOX
- 2002年7月26日 - BLUE
- 2003年9月26日 - めぐり、ひとひら。
- 2004年5月28日 - シャマナシャマナ 〜月とこころと太陽の魔法〜
- 2005年1月28日 - 処女はお姉さまに恋してる
  - 2006年4月28日 - 処女はお姉さまに恋してる（DVDフルボイスパッケージ）
- 2005年6月24日 - キャラメルBOX やるきばこ
  - 2007年1月26日 - キャラメルBOX やるきばこ（復刻版）
- 2005年12月22日 - あえかなる世界の終わりに
- 2006年10月27日 - 終末少女幻想アリスマチック
- 2007年2月23日 - うつりぎ七恋天気あめ
- 2007年10月19日 - キャラメルBOX やるきばこ2 エピソードV:やるきねこの逆襲
- 2009年3月27日 - ボクの手の中の楽園
- 2010年6月30日 - 処女はお姉さまに恋してる 2人のエルダー
- 2012年5月25日 - 処女はお姉さまに恋してる 1＆2パック
- 2014年6月27日 - セミラミスの天秤
- 2015年2月6日 - セミラミスの天秤 Fated Dolls（DL販売のみ）
- 2015年12月25日 - 機関幕末異聞 ラストキャバリエ
- 2018年2月23日 - 処女はお姉さまに恋してる 3つのきら星

### キャラメルBOX いちご味
- 2008年9月26日 - とっぱら〜ざしきわらしのはなし〜
- 2010年5月28日 - 廻り巡ればめぐるときっ!?
- 2020年2月28日 - はじカノ ～君がいる部屋～
- 2021年6月25日 - 下戸勇者 ～酒は飲まねど酒池肉林!～

### キャラメルBOX ミルク味
- 2011年6月24日 - 雨芳恋歌 センセイ。わたし、もうオトナだよ……

## 主要な制作スタッフ

### 所属スタッフ
- 原画
  - クロサキ
- グラフィック・イラスト
  - 瀬尾辰也
  - 南幸紀
  - かやか
  - 天乃アト
  - 叢雲
- シナリオ

- プログラマ
  - でとりと
  - 綾河
- 広報
  - はむこ
  - すずむし（見習い）

### 元スタッフ
- プロデューサー
  - マンボ
  - エノモト

- 原画
  - のり太（現：STREGA）
  - アマクラ（現：root nuko）
- グラフィック・イラスト
  - さじたひかる
  - 金成金人
  - 青野大地
  - おんだ
  - ヨダ
  - 夕燈とび（現：root nuko代表）
  - ゆーき
  - カヴ（現：STREGA）
  - 柳（現：STREGA）
- シナリオ
  - ほしまる
  - 朱門優（フリー）
  - 森林彬（現：Navel所属）
  - 南方かなか
  - 瞬く水平
  - 嵩夜あや（現：STREGA）[3]
- プログラマ
  - 七瀬はずな
  - 田中一嘉／電柱一家[4]
  - なかまる
- 背景美術
  - 神威光司（現：フリーと思われる）

## 関係ブランド・取引先
- 姫屋ソフト：元々のブランドホルダー。「キャラメルBOX」ブランドは2010年1月にホビボックスへ移管された。
- シーズウェア：姫屋ソフトの別ブランド。キャラメルBOXのソフトリリース開始とほぼ同時期に活動を停止している。
- ホビボックス：ブランドホルダー兼販売委託先。作品の著作権を共同所有する。
- ニトロプラス：開発の一部をニトロプラスに外注していた期間があった。
- Meteor：きゃらスタオンラインのインフォメーションにて新作の広告が流された。
- Comet：一部作品にて、所属スタッフが制作に参加している。

## その他
- キャラメルBOX作品の体験版は比較的長い時間プレイできることで知られている。（全体の約2割ほどの内容となっている）
- 新ブランドは「キャラメルBOX○○味」が正式なものであり、作品に応じて味を決めていくとのことであった[5]が、同ブランド第2作の『廻り巡ればめぐるときっ!?』も「いちご味」でリリースされることが2010年1月にアナウンスされた。
- 2009年5月1日にオフィシャルダウンロードストア[6]を開設した（A-cute[7]内）。それ以前はDL販売を他社の総合DLサイト（ベクター・DLsite.com等）に委託していた。